# Experiência do balde de Newton
A experiência do balde de Newton consiste em girar um balde suspenso por uma corda até a corda ficar bastante torcida, e então encher o balde com água e soltá-lo. Nota-se que enquanto a corda desenrola-se, a superfície da água, que de início era plana, vai ficando curva. Isaac Newton descreve a experiência em sua obra Philosophiae Naturalis Principia Mathematica para tentar provar a existência do espaço absoluto, argumentando que numa rotação apenas relativa a superfície é plana, já a superfície curva indicaria um movimento absoluto.
A interpretação de Newton foi criticada por Leibniz, e tempos depois por Ernst Mach, tendo este último influenciado Albert Einstein.